# Karl von Kogutowicz

Karl von Kogutowicz als FML

Karl von Kogutowicz (* 4. Juli 1853 in Groß Seelovitz, Markgrafschaft Mähren; † 19. August 1941 in Baden bei Wien) war ein k.k. Feldmarschallleutnant und zuletzt Kommandant der 1. Infanterie-Truppen-Division in Sarajevo (heute Bosnien und Herzegowina).

## Familie
Karl von Kogutowicz vermählte sich am 18. September 1900 in St. Lorenzen bei Marein mit Cäcilie Mully Edle von Oppenried (1858–1924), einer Tochter von Generalmajor Josef Mully von Oppenried und seiner Frau Camilla geb. Dierzer Edle von Traunthal.

## Militärische Karriere und Auszeichnungen
Karl von Kogutowicz war 1896 Kommandant der Infanterie-Kadettenschule in Kamenitz bei Peterwardein und ab 1904 des Infanterie-Regiments Nr. 8 in Brünn. 1908 wurde er zum Kommandanten der 50. Infanterie-Brigade in Wien bestellt und in dieser Funktion zum Generalmajor befördert. Schließlich wurde ihm 1911 der Adelsstand verliehen und er zum Kommandanten der 1. Infanterie-Truppen-Division in Sarajewo bestellt. Auf diesem Kommando wurde Karl 1912 zum Feldmarschallleutnant befördert und 1913 aufgrund einer schweren Erkrankung auf eigenen Wunsch pensioniert. Im gleichen Jahr wurde ihm für seine Verdienste das Ritterkreuz des Leopold-Ordens verliehen.